# Ensenada kommun
Ensenada är en kommun i Mexiko.   Den ligger i delstaten Baja California, i den nordvästra delen av landet, 2 200 km nordväst om huvudstaden Mexico City. Antalet invånare är 413 481. Arean är 52 482 kvadratkilometer. Ensenada gränsar till Playas de Rosarito, Tijuana, Tecate, Mexicali och Baja California Sur.
Terrängen i Ensenada är bergig åt nordost, men västerut är den kuperad.
Följande samhällen finns i Ensenada:
- Ensenada
- Rodolfo Sánchez Taboada
- Vicente Guerrero
- El Sauzal
- San Luis
- Camalú
- Benito García
- Emiliano Zapata
- San Quintín
- Colonia Lomas de San Ramón
- Punta Colonet
- Colonia Nueva Era
- Rancho Verde
- Guadalupe
- Luis Rodríguez
- El Rosario
- Salvador Rosas Magallón
- Poblado Chulavista
- Colonia Gómez Morín
- La Providencia
- Ejido General Leandro Valle
- Las Brisas
- Fraccionamiento del Valle
- Pueblo Benito García
- Santa Candelaria
- La Misión
- Nuevo Uruapan
- San Rafael
- Bahía de los Ángeles
- Artículo Ciento Quince
- Colonia Militar Elpidio Berlanga de León
- El Morro
- Colonia Esperanza
- Playas de la Vicente Guerrero
- Valle Dorado
- Ejido 27 de Enero
- Ejido José María Morelos
- El Salitral
- Ejido Zarahemla
- El Veladero
- San Carlos
- Villa Jesús María
- Parcela Número Treinta
- Monte Albán
- Buena Vista
- Parcela Número Setenta y Cuatro
- Lucio Blanco Granjas Agrícolas
- San Fernando
- Los 3 Arbolitos
- Rancho de García
- Colonia Llamas
- Los Pirules
- Villa del Roble
- Cataviña
- Cristo por su Mundo Orfanatorio
- Vista Hermosa
- Parcela Número Sesenta y Siete
- Reforma
- Colonia Costa Azul
- Colonia Abelardo L. Rodríguez
- Parcela Treinta y Dos
- Punta Prieta
- Nueva Ciudad de Niños
- Ejido Benito Juárez
- Tierra Santa